# María Cristina Laurenz
María Cristina Laurenz es una cantante de tango y actriz de cine, televisión y teatro argentina que nació en Buenos Aires, Argentina, el 9 de julio de 1940. Es hija del músico de tango Pedro Laurenz y de Elsa Larcade, profesora de piano y solfeo.

## Sus inicios
A los 2 años ya canturreaba tangos en su media lengua y desde muy chica quiso ser actriz. Estudió en la Escuela Nacional de Arte Dramático. Cuando falleció su padre estaba recién separada de su primer esposo y su hijo tenía 2 años. Como la única herencia eran los derechos de autor debió salir a mantener económicamente a la familia. Entonces, de día trabajaba en la televisión en Los Campanelli, a la tarde filmaba y a la noche hacía dos presentaciones como cantante en El Viejo Almacén. Sus primeras películas fueron La patota, dirigida por Daniel Tinayre y Los de la mesa 10, dirigida por Simón Feldman, ambas de 1960. La oportunidad en cine le llegó cuando Rodolfo Kuhn la eligió en 1964 para coprotagonizar con Héctor Pellegrini, el filme Pajarito Gómez en el que da vida a quien aparece como la novia de aquel, papel que obtuvo elogiosas críticas, al igual que la película.

## Grabaciones
Como cantante de tango María Cristina Laurenz grabó su primer disco en 1992 con obras de su padre y como homenaje al mismo al cumplirse 20 años de su muerte. En 1997 sacó el segundo, titulado "María Cristina Laurenz canta tangos de la gran P...", con la participación del Néstor Marconi trío y Antonio Agri.
DISCO: "María Cristina Laurenz canta tangos de la gran P..." (Este disco no es pirata, es un regalo de María Cristina Laurenz y Angel Tobolski para todos los que quieran escucharlo)
Ese mismo año participó en el Teatro General San Martín en espectáculo creado por Susana Rinaldi, Tiempos de mal vivir, con Susana e Inés Rinaldi, junto a los músicos Juan Alberto Pugliano, Juan Esteban Cuacci y Walter Ríos.

## Teatro
Entre sus muchas actuaciones se recuerda la que realizó en Los prójimos, de Carlos Gorostiza, en 1966 en el Teatro Artes y Ciencias junto a Walter Santana con dirección del autor. Un año después protagoniza La fiaca, de Talesnik. Dirigida por Inda Ledesma actuó en Las tres hermanas de Anton Chejov en el Teatro General San Martín, por la cual ganó el premio María Guerrero a la mejor actriz de teatro.
En 2008 participó de las funciones del Teatro x la identidad en el Teatro Nacional Cervantes.
Hacia el fin de la década de 1980 actuó en el Teatro General San Martín de Buenos Aires en el estreno en el país de La Misión de Heiner Müller, dirigida por Víctor Mayol, junto a Héctor Calori, Osvaldo Santoro, Juan Carlos Puppo y otros actores.
En 1999 coprotagonizó con Hugo Arana la obra El saludador de Roberto Cossa en el Teatro Liceo, actuación por la que fue seleccionada como candidata al Premio ACE 1998/9 a la mejor actriz protagónica de comedia o comedia dramática.

## Televisión
Actuó en la telenovela Las chicas (1965), junto a Bárbara Mujica y Gilda Lousek.

## Familia
María Cristina Laurenz tuvo un primer matrimonio con el cantor de tangos Alberto Marcó y tiene un segundo con Angel Tobolski -odontólogo y pianista- y tiene tres hijos: Claudio del primer matrimonio y Julieta y Martín del segundo.

## Filmografía
- Adiós, Roberto  (1985) dir. Enrique Dawi
- Minguito Tinguitela Papá (1974) dir. Enrique Dawi
- El picnic de los Campanelli (1972) dir. Enrique Carreras …María Cristina
- El veraneo de los Campanelli (1971) dir. Enrique Carreras …María Cristina
- Máscaras en otoño (1966) dir. Diego Minitti (no estrenada comercialmente)
- Un lugar al sol (1965) dir. Diego Minitti
- El encuentro (1966) dir. Diego Minitti (no estrenada comercialmente)
- Pajarito Gómez (1964) dir. Rodolfo Kuhn .... Novia de Pajarito
- Los de la mesa 10 (1960) dir. Simón Feldman
- La patota (1960) Daniel Tinayre .... Mujer en fiesta de graduación

## Televisión
- El día que me quieras (1994) Serie .... Rosario
- La elegida (1992) Serie .... Gloria
- Los Campanelli (1969) Serie

## Espectáculos teatrales
- Justo en lo mejor de mi vida
- Brilla por ausencia
- Mil años, un día
- Un día de estos
- La misión
- Delicado equilibrio
- Rey Lear
- Borges, un rostro en el espejo
- Tres hermanas de Antón Chéjov
- Ardiente paciencia
- Los pilares de la sociedad
- No hay que llorar
- Los cuentos de Fray Mocho
- Tiempos de mal vivir